# Emblema della Repubblica Socialista Federativa Sovietica Russa
L'emblema della Repubblica Socialista Federativa Sovietica Russa fu l'emblema ufficiale della Repubblica Socialista Federativa Sovietica Russa, stato costituente dell'Unione Sovietica, dal 10 luglio 1918 fino alla dissoluzione dello stato nel 1991.

## Simbologia
L'emblema presenta numerosi elementi tipici della cosiddetta araldica socialista: dalla falce e martello, simbolo marxista dell'unione delle classi lavoratrici contadina ed industriale, al colore rosso dello scudo accartocciato centrale (elemento questo solitamente assente nella maggioranza degli altri emblemi sovietici) dai bordi ritorti, alla base del quale un sole nascente prefigura il radioso futuro del proletariato internazionale. Sulla parte superiore dello scudo è posto l'acronimo del nome completo dello stato (RSFSR) in caratteri cirillici.
Ai lati dello scudo fasci di spighe di grano rappresentano la produttività agricola ed in generale la prosperità ed il benessere materiale.
Campeggia al vertice dell'emblema una stella rossa a cinque punte, tradizionalmente richiamante la vittoria della rivoluzione bolscevica sui cinque continenti.
Alla base dello stemma una fascia di colore rosso riporta il motto dell'Unione Sovietica ''Proletari di tutto il mondo, unitevi!", riportato in lingua ed alfabeto russi (Пролетарии всех стран, соединяйтесь!, Proletarii vsech stran, soedinjajtesʾ!).

## Storia

Versione dello stemma adottata fra il 1918 ed il 1920

Il concorso per la creazione di un emblema ufficiale per la neo-costituita Repubblica Sovietica Russa venne bandito il 24 gennaio 1918. Ad una prima versione caratterizzata dalla presenza di una spada al centro (versione rifiutata dallo stesso Lenin) venne preferita un disegno rotondo, nel quale il nome completo della repubblica sovietica contornava nella sua interezza lo stemma. Tale versione venne approvata ufficialmente il 10 luglio 1918, con il suo inserimento nella nuova costituzione dello stato.
Nel 1920 si decise di apportare delle modifiche alla forma dello stemma, le più rilevanti delle quali furono l'eliminazione del contorno rotondo e del nome completo dello stato, sostituito ora da un semplice acronimo. Il nuovo disegno fu opera dell'artista russo Nikolaj Andreevič Andreev, e la sua ufficialità venne sancita dalla nuova costituzione della Repubblica Socialista Federativa Sovietica Russa del maggio 1925, e mantenuta nella versione del 1937.
Una nuova modifica venne apportata nel 1956, quando a seguito dell'introduzione di nuove regole grammaticali per la lingua russa si decise di non utilizzare più dei puntini per separare le diverse lettere nelle abbreviazioni e negli acronimi. Essi vennero pertanto rimossi anche dell'emblema, che non perse però altre caratteristiche. Nel 1978 venne introdotta l'ultima variante, con l'apposizione di una stella rossa all'apice dell'emblema (elemento peraltro comune a numerosi altri stemmi sovietici).
Con la dissoluzione dell'Unione Sovietica e la cessazione dell'esistenza della RSFS Russa, allo stemma venne apportata una ultima modifica nel 1992, anno nel quale all'acronimo indicante l'ormai dissolta repubblica sovietica venne sostituita la nuova denominazione dello stato (Российская Федерация, Federazione Russa). Questa versione provvisoria dell'emblema di stato restò in vigore fino al 30 novembre 1993, quando fu ufficialmente adottato il presente stemma della Russia.

## Galleria d'immagini

Emblema della Repubblica Socialista Federativa Sovietica Russa (1918-1920)
Stemma della Repubblica Socialista Federativa Sovietica Russa (1920-1956)
Stemma della Repubblica Socialista Federativa Sovietica Russa (1956-1978)
Stemma della Repubblica Socialista Federativa Sovietica Russa (1978-1992)
Stemma della Federazione Russa  (1992-1993)